# جشنواره رازی
جشنوارهٔ تحقیقات و فناوری علوم پزشکی رازی یک جشنوارهٔ علمی در ایران است که وزارت بهداشت آن را برگزار می‌کند. نام جشنواره از نام محمد بن زکریای رازی دانشمند ایرانی گرفته شده‌است. جشنوارهٔ رازی معتبرترین جشنواره در زمینهٔ علوم پزشکی در ایران است که سالیانه برگزار می‌شود و در اغلب دوره‌ها جوایز برگزیدگان توسط رئیس‌جمهور اهدا شده‌است.

## جوایز
جوایز در زمینهٔ علوم پزشکی و در دو بخش حقیقی (اشخاص) و حقوقی (دانشگاه‌ها و نهادها) داده می‌شود؛
- بخش حقیقی شامل:

1. محقق برتر (ایرانی مقیم داخل یا خارج ایران)
2. محقق جوان و دانشجو
3. صاحب ابداع و ابتکار
4. صاحب پژوهش برتر

که آثار آن‌ها در یکی از کمیته‌های علوم پایهٔ پزشکی، علوم بالینی و سلامت و ابداعات، اختراعات و فناوری مورد بررسی قرار می‌گیرند.
- بخش حقوقی شامل:

1. دانشگاه‌های علوم پزشکی ایران
2. مراکز تحقیقاتی علوم پزشکی ایران
3. دفاتر توسعهٔ تحقیقات بالینی
4. کمیته‌های تحقیقات دانشجویی دانشگاه‌های علوم‌پزشکی ایران
5. مجلات علمی، پژوهشی مصوب علوم پزشکی ایران
6. مراکز رشد فناوری مصوب دانشگاه‌های علوم پزشکی ایران
7. سازمان‌های غیردولتی، شرکت‌ها، مؤسسات، انجمن‌های خیریه و انجمن‌های علمی حامی پژوهش‌های علوم‌پزشکی

### برگزیدگان
برای اطلاع از اسامی و جزئیات برگزیدگان هر دوره به بخش «پیوند به بیرون» مراجعه کنید.

### نحوهٔ شرکت در جشنواره
فراخوان شرکت در جشنواره معمولاً تابستان هر سال توسط دبیر اجرایی داده می‌شود.

## تاریخچه
- زمان: بعداز نامنظمی دوره‌های اولیه، از دورهٔ هفتم برگزاری جشنواره در دی‌ماه هر سال تثبیت شد اما در چهار سال اخیر (از جشنواره بیست و هفتم به بعد) زمان برگزاری به بهمن‌ماه منتقل شده است[۳]
- مکان: جشنوارهٔ رازی مکان ثابت و مشخصی ندارد و تاکنون مکان‌های متعددی برای برگزاری آن در نظر گرفته شده است: تالار علامه امینی دانشگاه تهران، محل اجلاس کنفرانس سران کشورهای اسلامی، محل سابق مجلس شورای اسلامی، مرکز همایش‌های صداوسیما، مرکز همایش‌های بین‌المللی دانشگاه شهید بهشتی و... اما  سهم «مرکز همایش‌های رازی» واقع در دانشگاه علوم پزشکی ایران بیشتر بوده است.[۴]

| دوره         | زمان برگزاری        | جوایز                                | بالاترین مقام اجرایی شرکت‌کننده | توضیحات و تغییرات                                                    |
| ------------ | ------------------- | ------------------------------------ | ------------------------------ | -------------------------------------------------------------------- |
| اول          | ۹–۱۲ اردیبهشت ۱۳۷۴  | مقالات و طرح‌های پژوهشی               | ؟                              | نمایشگاه دستاوردهای تحقیقاتی دانشگاه‌های علوم پزشکی در بخش جنبی       |
| دوم          | ۱۲–۱۴ اردیبهشت ۱۳۷۵ | مقالات و طرح‌های پژوهشی، اساتید نمونه | معاون اول رئیس‌جمهور            | نمایشگاه دستاوردهای تحقیقاتی دانشگاه‌های علوم پزشکی در بخش جنبی       |
| سوم          | اردیبهشت ۱۳۷۶       |                                      | ؟                              | حذف جایزهٔ اساتید نمونه از دستور کار                                  |
| چهارم        | ۱۱ آذر ۱۳۷۷         | ۱۵ برگزیده                           | رئیس‌جمهور                      | افزوده شدن جایزهٔ محقق جوان                                           |
| پنجم         | ۳۰ آبان ۱۳۷۸        | ۱۷ برگزیده                           | رئیس‌جمهور                      |                                                                      |
| ششم          | ۲۸ آبان ۱۳۷۹        | ۲۲ برگزیده                           | رئیس‌جمهور                      | افزوده شدن جایزهٔ ابداعات و مرکز تحقیقاتی نمونه                       |
| هفتم         | ۵ دی ۱۳۸۰           | ۲۲ برگزیده                           | رئیس‌جمهور                      | افزوده شدن جایزهٔ نشریهٔ نمونه                                         |
| هشتم         | ۱۴ دی ۱۳۸۱          | ۲۲ برگزیده                           | رئیس‌جمهور                      |                                                                      |
| نهم          | ۴ دی ۱۳۸۲           | ۴۱ برگزیده                           | رئیس‌جمهور                      | جوایز پایان‌نامه‌ها از نظر مقطع تحصیلی تفکیک شد                        |
| دهم          | ۹ دی ۱۳۸۳           | ۴۹ برگزیده                           | رئیس‌جمهور                      | افزوده شدن جایزهٔ کمیتهٔ تحقیقات دانشجویی و دانشگاه علوم پزشکی         |
| یازدهم       | ۶ دی ۱۳۸۴           | ۶۲ برگزیده                           | رئیس‌جمهور                      | افزوده شدن محققین ایرانی خارج از ایران                               |
| دوازدهم      | ۴ دی ۱۳۸۵           | ۶۲ برگزیده                           | رئیس‌جمهور                      | توجه به مقاله‌های high-cited در برگزیدگان                             |
| سیزدهم       | ۱۵ دی ۱۳۸۶          | ۵۶ برگزیده                           | معاون اول رئیس‌جمهور            |                                                                      |
| چهاردهم      | ۲ دی ۱۳۸۷           | ۵۵ برگزیده                           | رئیس‌جمهور                      |                                                                      |
| پانزدهم      | ۲۰ دی ۱۳۸۸          | ۵۹ برگزیده                           | معاون علمی و فناوری رئیس‌جمهور  |                                                                      |
| شانزدهم      | ۲۰ دی ۱۳۸۹          | ۶۵ برگزیده                           | رئیس‌جمهور                      | برگزیدهٔ افتخاری: مجید شهریاری                                        |
| هفدهم        | ۲۷ دی ۱۳۹۰          | ۶۳ برگزیده                           | رئیس‌جمهور                      |                                                                      |
| هجدهم        | ۲۵ دی ۱۳۹۱          | ۵۴ برگزیده                           | رئیس‌جمهور                      |                                                                      |
| نوزدهم       | ۲۲ دی ۱۳۹۲          | ۴۴ برگزیده                           | رئیس‌جمهور                      |                                                                      |
| بیستم        | ۲۲ دی ۱۳۹۳          | ۴۰ برگزیده                           | وزیر بهداشت                    |                                                                      |
| بیست و یکم   | ۲۸ دی ۱۳۹۴          | ۲۹ برگزیده                           | رئیس مجمع تشخیص مصلحت نظام     |                                                                      |
| بیست و دوم   | ۲۸ دی ۱۳۹۵          | ۲۹ برگزیده                           | معاون اول رئیس‌جمهور            |                                                                      |
| بیست و سوم   | ۲۵ دی ۱۳۹۶          | ۲۶ برگزیده                           | معاون اول رئیس‌جمهور            |                                                                      |
| بیست و چهارم | ۲۴ دی ۱۳۹۷          | ۲۸ برگزیده                           | معاون اول رئیس‌جمهور            |                                                                      |
| بیست و پنجم  | ۲۳ دی ۱۳۹۸          | ۳۰ برگزیده                           | وزیر بهداشت                    |                                                                      |
| بیست و ششم   | ۲۲ دی ۱۳۹۹          | ۲۹ برگزیده                           | وزیر بهداشت                    | به دلیل کرونا با تعداد محدود (برگزیدگان و روسای دانشگاه‌ها) برگزار شد |
| بیست و هفتم  | ۲۵ بهمن ۱۴۰۰        |                                      | معاون اول رییس‌جمهور            |                                                                      |
| بیست و هشتم  | ۳ بهمن ۱۴۰۱         | ۴۴ برگزیده                           | رئیس‌جمهور                      |                                                                      |
| بیست و نهم   | ۲ بهمن ۱۴۰۲         | ۶۸ برگزیده (۲۰حقیقی و ۴۸حقوقی)       | معاون اول رییس‌جمهور            |                                                                      |
| سی‌ام         | ۲۹ بهمن ۱۴۰۳        | ۳۷ برگزیده (۱۲حقیقی و ۲۵حقوقی)       | رییس‌جمهور                      |                                                                      |

## ارکان سی امین دوره جشنواره
- رئیس شورای عالی: محمدرضا ظفرقندی
- نایب رئیس شورای عالی و رئیس هیات اجرایی: شاهین آخوندزاده
- دبیر هیات اجرایی: اصغر عبادی فر
- رئیس کمیته تخصصی علوم پایه پزشکی: اميد سبزواری
- رئیس کمیته تخصصی علوم بالینی و سلامت:  شهريار نفيسی
- رئیس کمیته تخصصی فناوری سلامت: محمودرضا آقاميری

## اثر جهانگیری کرونا بر جشنوارهٔ بیست و ششم
در فرخوان جشنوارهٔ بیست و ششم تبصره‌ای با عنوان «معرفی یک مقالهٔ اصیل دربارهٔ اپیدمی کووید ۱۹» گنجانده شده‌است:
- نظر به اپیدمی کووید ۱۹ در سالجاری از میان پژوهش‌های صورت گرفتهٔ مرتبط، یک مقالهٔ اصیل به انتخاب کمیته‌های داوری و تأیید هیئت اجرایی در هر یک از کمیته‌های تخصصی، معرفی خواهد شد.[۵]

## لیست برگزیدگان سی امین جشنواره تحقیقات و فناوری علوم پزشکی رازی
سی‌اُمین جشنواره تحقیقات و فناوری علوم پزشکی رازی دوشنبه ۲۹ بهمن ماه ۱۴۰۳ با حضور مسعود پزشکیان، رئیس جمهور در دانشگاه شهید بهشتی برگزار شد.
| ردیف | نام و نام خانوادگی     | رتبه و برگزیده گروه                               |
| ---- | ---------------------- | ------------------------------------------------- |
| 1    | سیدعلی ملک حسینی       | شایسته تقدیر                                      |
| 2    | نیما رضایی             | برگزیده رتبه اول محققین کمیته علوم بالینی و سلامت |
| 3    | نضال صراف زادگان       | برگزیده رتبه دوم محققین کمیته علوم بالینی و سلامت |
| 4    | وفا رحیمی موقر         | برگزیده رتبه سوم محققین کمیته علوم بالینی و سلامت |
| 5    | مهدی عبدلی شادباد      | برگزیده محقق دانشجو کمیته علوم بالینی و سلامت     |
| 6    | نادر سالاری            | برگزیده رتبه سوم محققین کمیته علوم پایه پزشکی     |
| 7    | سامان سرگزی            | برگزیده محقق جوان کمیته علوم پایه پزشکی           |
| 8    | علیرضا حاجی زاده علیلو | برگزیده محقق دانشجو کمیته علوم پایه پزشکی         |
| 9    | حسین قدیری هروانی      | برگزیده رتبه اول فناور کمیته فناوری سلامت         |
| 10   | علی موسوی شایق         | برگزیده رتبه سوم فناور کمیته فناوری سلامت         |
| 11   | امیر امیرخانی          | برگزیده دانشجوی فناور کمیته فناوری سلامت          |
| 12   | محمدعبدالاحد           | برگزیده رتبه اول مخترع کمیته فناوری سلامت         |